# Biobanking and Biomolecular Resources Research Infrastructure
La Biobanking and Biomolecular Resources Research Infrastructure (BBMRI) est une biobanque située à Graz, en Autriche, financée par les institutions européennes à hauteur de 140 millions d'euros pour la période 2010-2015. Elle est le centre de coordination des biobanques européennes, permettant que les chercheurs, qu’ils travaillent pour le secteur public ou pour des laboratoires de l’industrie pharmaceutique, puissent disposer gratuitement des informations qu'elles contiennent.